# Liste der Kulturdenkmale in Goldbeck
In der Liste der Kulturdenkmale in Goldbeck sind alle  Kulturdenkmale der Gemeinde Goldbeck und ihrer Ortsteile aufgelistet. Grundlage ist das Denkmalverzeichnis des Landes Sachsen-Anhalt, das auf Basis des Denkmalschutzgesetzes des Landes Sachsen-Anhalt vom 21. Oktober 1991 durch das Landesamt für Denkmalpflege und Archäologie Sachsen-Anhalt erstellt und seither laufend ergänzt wurde (Stand: 31. Dezember 2022).

## Kulturdenkmale nach Ortsteilen

### Goldbeck
| Lage                           | Bezeichnung | Beschreibung                                                                       | Erfassungs- nummer | Ausweisungsart | Bild           |
| ------------------------------ | ----------- | ---------------------------------------------------------------------------------- | ------------------ | -------------- | -------------- |
| Alte Dorfstraße 18 (Karte)     | Bauernhof   |                                                                                    | 094 36549          | Baudenkmal     | BW             |
| Alte Dorfstraße 30 (Karte)     | Kirche      | Gotisierender Neubau 1894 mit Westturm des Vorgängerbaus. Ausstattung Ende 19. Jh. | 094 36398          | Baudenkmal     | BW             |
| Bahnhofstraße 5 (Karte)        | Speicher    | Kornhaus Goldbeck                                                                  | 094 36400          | Baudenkmal     | BW             |
| Bahnhofstraße 9 (Karte)        | Speicher    |                                                                                    | 094 18157          | Baudenkmal     | BW             |
| Bertkower Straße 21 (Karte)    | Wohnhaus    |                                                                                    | 094 36550          | Baudenkmal     | Wohnhaus       |
| Clara-Zetkin-Straße 18 (Karte) | Kirche      | Ehemalige katholische St.-Bernhard-Kirche von 1929, Architekt Kurt Matern.         | 094 36401          | Baudenkmal     | Weitere Bilder |

### Bertkow
| Lage                         | Bezeichnung        | Beschreibung          | Erfassungs- nummer | Ausweisungsart | Bild           |
| ---------------------------- | ------------------ | --------------------- | ------------------ | -------------- | -------------- |
| Stendaler Straße 9 (Karte)   | Herrenhaus         | Rittergut Alt Bertkow | 094 97617          | Baudenkmal     | BW             |
| Hauptstraße Kirchweg (Karte) | Dorfkirche Bertkow | Kirche                | 094 36368          | Baudenkmal     | Weitere Bilder |

### Möllendorf
| Lage                           | Bezeichnung  | Beschreibung | Erfassungs- nummer | Ausweisungsart | Bild           |
| ------------------------------ | ------------ | ------------ | ------------------ | -------------- | -------------- |
| Dorfstraße Ortseingang (Karte) | Distanzstein |              | 094 36553          | Kleindenkmal   | BW             |
| Dorfstraße 18 (Karte)          | Kirche       |              | 094 36402          | Baudenkmal     | Weitere Bilder |
| Dorfstraße 45 (Karte)          | Bauernhaus   |              | 094 36554          | Baudenkmal     | BW             |

### Petersmark
| Lage               | Bezeichnung         | Beschreibung                                                                                             | Erfassungs- nummer | Ausweisungsart | Bild           |
| ------------------ | ------------------- | --- | ------------------ | -------------- | -------------- |
| Dorfstraße (Karte) | evangelische Kirche | Kirche unverputzter roter Backsteinbau im neoromanischen Stil, der am 18. Dezember 1887 eingeweiht wurde | 094 36404          | Baudenkmal     | Weitere Bilder |

### Plätz
| Lage               | Bezeichnung | Beschreibung | Erfassungs- nummer | Ausweisungsart | Bild   |
| ------------------ | ----------- | ------------ | ------------------ | -------------- | ------ |
| Dorfstraße (Karte) | Kirche      | Kirche       | 094 36369          | Baudenkmal     | Kirche |

## Ehemalige Denkmale
Die nachfolgenden Objekte waren ursprünglich ebenfalls denkmalgeschützt oder wurden in der Literatur als Kulturdenkmale geführt. Die Denkmale bestehen heute jedoch nicht mehr oder die Unterschutzstellung wurde aufgehoben.

### Möllendorf
| Lage                  | Bezeichnung | Beschreibung | Erfassungs- nummer | Ausweisungsart | Bild |
| --------------------- | ----------- | --- | ------------------ | -------------- | ---- |
| Dorfstraße 39 (Karte) | Bauernhaus  | Nach einem Teilabriss für die Denkmaleigenschaft wichtiger Gebäudeteile wurde das Gebäude im Jahr 2016 aus dem Denkmalverzeichnis ausgetragen. | 094 36403          | Baudenkmal     | BW   |

## Legende
In den Spalten befinden sich folgende Informationen:
- Lage: Nennt den Straßennamen und wenn vorhanden die Hausnummer des Kulturdenkmals. Die Grundsortierung der Liste erfolgt nach dieser Adresse. Der Link „Karte“ führt zu verschiedenen Kartendarstellungen und nennt die geographischen Koordinaten.
Link zu einem Kartenansichtstool, um Koordinaten zu setzen. In der Kartenansicht sind Baudenkmale ohne Koordinaten mit einem roten bzw. orangen Marker dargestellt und können in der Karte gesetzt werden. Baudenkmale ohne Bild sind mit einem blauen bzw. roten Marker gekennzeichnet, Baudenkmale mit Bild mit einem grünen bzw. orangen Marker.
- Offizielle Bezeichnung: Nennt den Namen, die Bezeichnung oder zumindest die Art des Kulturdenkmals und verlinkt, soweit vorhanden, auf den Artikel zum Objekt.
- Beschreibung: Nennt bauliche und geschichtliche Einzelheiten des Kulturdenkmals, vorzugsweise die Denkmaleigenschaften.
- Erfassungsnummer: Für jedes Kulturdenkmal wird in Sachsen-Anhalt eine 20stellige Erfassungsnummer vergeben. Die letzten zwölf Ziffern werden für die Untergliederung nach Teilobjekten genutzt und werden nur angegeben, soweit vergeben. In dieser Spalte kann sich folgendes Icon  befinden, dies führt zu Angaben zu diesem Baudenkmal bei Wikidata.
- Ausweisungsart: Die Einordnung des Denkmales nach § 2 Abs. 2 DenkmSchG LSA
- Bild: Ein Bild des Denkmales, und gegebenenfalls einen Link zu weiteren Fotos des Kulturdenkmals im Medienarchiv Wikimedia Commons. Wenn man auf das Kamerasymbol klickt, können Fotos zu Kulturdenkmalen aus dieser Liste hochgeladen werden: